# Hochwürden drückt ein Auge zu
Hochwürden drückt ein Auge zu ist eine deutsche Filmkomödie von Harald Vock aus dem Jahr 1971. Eine in sich abgeschlossene Fortsetzung fand der Film in der 1972 in die Kinos gekommenen Komödie Immer Ärger mit Hochwürden.

## Handlung
Der Autobusunternehmer Thomas Springer frohlockt: Endlich hat er die Erlaubnis erhalten, in einer idyllischen Kleinstadt rund um den dortigen See Bustouren anzubieten. Damit hofft er, in kurzer Zeit den alten Kapitän Jansen und sein betagtes und ständig verspätetes Schiff „Antonia“ vom See vertreiben zu können. Gleichzeitig könnte er so dem Pfarrer Himmelreich schaden, mit dem er im ständigen Streit liegt. Ein Problem hat er jedoch: Sein jüngerer Bruder Michael ist in seine Sekretärin Barbara verliebt, die niemand anderes als die älteste Enkeltochter des Kapitäns ist.
Als Himmelreich erfährt, dass Thomas eine Liste mit den täglichen Verspätungen der „Antonia“ führt, stiehlt er sie während eines Besuchs bei Thomas, als dieser kurz aus dem Zimmer zu einem Besucher geht. Dieser Besucher wiederum richtet ihm aus, dass der Bürgermeister am nächsten Tag den Pfarrer bei sich sehen will, um mit ihm über die Schiffslinie zu sprechen. Da der Bürgermeister den Pfarrer noch nie persönlich gesehen hat, verkleidet sich Thomas als Himmelreich und schockiert mit seinem Benehmen den Bürgermeister: Er flirtet mit dessen Frau, betrinkt sich hemmungslos und raucht Zigarren. Laut singend steigt er schließlich in sein Auto und wird prompt von einem Polizisten angehalten, vor dem er jedoch fliehen kann. Es folgt eine Beschwerde des Bürgermeisters beim Bischof persönlich, der daraufhin beschließt, Pfarrer Himmelreich aufzusuchen.
Der hat derweil ganz andere Probleme, da er auf dem Heimweg von dem Autofahrer Alfred mitgenommen wurde, der gerade eine Bank ausgeraubt hat. Es gelingt Himmelreich, Alfred seine Waffe abzunehmen und das gestohlene Geld zu verstecken. Da Alfred sehr gut die Kirchglocken läuten kann, behält ihn Himmelreich als Messner bei sich. Gleichwohl macht der schnoddrige Ton des eigentlich gutherzigen Alfred zuerst einen schlechten Eindruck auf den Bischof, der bei Himmelreich erscheint und mehrere Tage bleibt. Zudem gehen die Streitereien zwischen Himmelreich und Thomas weiter, so sucht Thomas heimlich seine Verspätungsliste im Pfarrhaus, verkleidet sich notgedrungen als Bischof und nimmt Himmelreich die Beichte ab, wodurch er das Versteck der Papiere erfährt. Später trinkt er mit Himmelreich dessen Lieblingsgetränk Bitter Lemon – Himmelreichs jedoch ist stark mit Hochprozentigem vermischt, Himmelreich wundert sich zwar über den veränderten Geschmack, führt dies jedoch fälschlicherweise auf eine erhöhte Chininkonzentration zurück, sodass er die anschließende Predigt stark alkoholisiert und ungewohnt emotional hält. Doch auch Himmelreich stellt Fallen: Er lässt zusammen mit den Geschwistern Barbaras die Luft aus Thomas’ Busreifen. Als Thomas ankündigt, eine Art Wettrennen zwischen der „Antonia“ und seinen Bussen einmal rund um den See veranstalten zu wollen, hält Himmelreich die Geschwister Barbaras nicht davon ab, verschiedene Schilder aufzubauen, die die Busse umleiten sollen. Auch Thomas ist nicht untätig und verabreicht Kapitän Jansen kurz vor dem Wettrennen ein starkes Schlafmittel.
So kommt es, dass Himmelreich die „Antonia“ zusammen mit einem Matrosen fahren muss, während der Bischof und Alfred unter Deck Kohle und später Holz schaufeln. Aufgrund der Umleitungen und durch einen von Barbaras Geschwistern und Michael gefällten Baum, der die Busse aufhält, gewinnt die „Antonia“ das Rennen und ist, da der Matrose mit Himmelreichs einfachen Richtungsangaben besser zurechtkommt, zum zweiten Mal in ihrer Existenz pünktlich. Kapitän Jansen darf sein Schiff weiterfahren, und auch Barbara und Michael, die sich wegen einer vermeintlichen Affäre Michaels gestritten hatten, kommen wieder zusammen.

## Produktion
Hochwürden drückt ein Auge zu wurde in Velden am Wörther See, Klagenfurt und Feldkirchen in Kärnten gedreht. Die Uraufführung des Films fand am 26. November 1971 statt.
Rudi Carrell, Heidi Hansen und Chris Roberts, die gleichzeitig den Film Rudi, benimm dich! drehten, sind in Cameo-Auftritten zu sehen. Roy Black singt den Schlager Eine Liebesgeschichte (Musik: Werner Twardy, Text: Lilibert).

## Kritik
Das Lexikon des Internationalen Films bewertete Hochwürden drückt ein Auge zu als „Komödie nach einem schwachen Drehbuch, klischeehaft inszeniert – die Geistlichen sind Lustspielfiguren von gutmütig-skurrilem Zuschnitt –, aber dennoch knapp über dem deutschen Durchschnitt.“
Filmecho/Filmwoche setzte voraus, dass Georg Thomalla „bestimmt nicht seine berühmten Filmvorgänger Don Camillo und Pater Brown nachahmen“ wolle. „Situationskomik, Mummenschanz und Kinder-Naseweisheiten“ hielten sich die Waage. Roy Black als Sänger und die „herrliche Voralpenlandschaft“ sorgten für Herz und Gemüt.